# Katherine Reutter
Pour les articles homonymes, voir Reutter.
Katherine Reutter, épouse Adamek, née le 30 juillet 1988 à Champaign dans l'Illinois, est une patineuse de vitesse sur piste courte américaine en activité de 2005 à 2017 au plus haut niveau international.
Âgé seulement de 22 ans, elle remporte deux médailles olympiques lors des Jeux d'hiver de 2010 organisés à Vancouver au Canada : l'argent sur le 1 000 mètres et le bronze lors du relais sur 3 000 mètres avec ses compatriotes Allison Baver, Alyson Dudek et Lana Gehring.
Médaillée de bronze sur 3 000 mètres lors de sa première participation aux championnats du monde à Gangneung en 2008, l'Américaine réalise une belle progression car elle n'était que vingt-cinquième du général lors des mondiaux juniors disputés un an auparavant. À l'apogée de sa carrière, elle s'adjuge la médaille d'or du 1 500 mètres, celle d'argent sur le 3 000 mètres ainsi que celle de bronze sur 1 000 mètres lors des Mondiaux disputés à Sheffield en 2011. Ces résultats lui permette de décrocher la deuxième place du classement général de cette édition. Avec les deux médailles de bronze obtenue en 2010 à Sofia, elle compte sept médailles mondiales.
Elle remporte douze épreuves (7 sur 1 500 mètres et 5 sur 1 000 mètres) en Coupe du monde de patinage de vitesse sur piste courte au cours d'une carrière de sept années au plus haut niveau mondial. Elle s’adjuge le classement général de ces deux spécialités à l'issue de la saison 2010-2011 qui restera la meilleure de sa carrière.
En raison de blessures récurrentes, elle est en contrainte d'annoncer début 2013 la fin de sa carrière et sa reconversion en tant qu'entraîneuse. En 2016, elle reprend toutefois la compétition avec pour objectif de participer aux prochains Jeux olympiques d'hiver à Pyeongchang en 2018. Malgré des résultats intéressants, elle ne parvient à décrocher sa qualification olympique et met définitivement un terme à sa carrière.

## Biographie

### Jeunesse et début de carrière
Katherine Reutter est née et a grandi à Champaign dans l'Illinois. Elle a appris à patiner avec sa mère lors d'un cours de patinage artistique à l'âge de quatre ans, mais a immédiatement découvert qu'elle était plus intéressée par le patinage de vitesse. C'est après une rencontre avec la quintuple championne olympique Bonnie Blair dans le cadre d'une rencontre organisée par son lycée, qu'elle décide d'y faire carrière. Elle commence sa carrière professionnelle en 2005 à l'âge de 17 ans.

### 2010-2012: médailles olympiques, titre mondial et victoires en Coupe du monde

#### Jeux olympiques d'hiver de 2010
Katherine Reutter décroche sa qualification pour les Jeux olympiques d'hiver de Vancouver à la faveur de ses bons résultats en Coupe du monde entre septembre et décembre 2009.
Les compétitions olympiques de patinage de vitesse sur piste courte débutent le samedi 13 février 2010 à partir de 17 heure quarante, dès le lendemain de la cérémonie d'ouverture, par les qualifications du 500 mètres. Présente dans la première série éliminatoire, Reutter remporte sa course devant Cho Ha-ri, éliminant ainsi Stéphanie Bouvier et Aika Klein, et décroche sa place en quart de finale. Quelques minutes après, elle décroche la deuxième place de la demi-finale du relais sur 3 000 mètres derrière la Corée du Sud bénéficiant notamment de la chute de l'une des patineuses italiennes, favorites de la course. Après avoir bénéficié de trois jours de repos, Katherine Reutter est de retour sur la glace le 17 février afin de disputer la phase finale du 500 mètres. Inscrite dans le premier quart de finale, Reutter remporte à nouveau sa course devant la Canadienne Kalyna Roberge et la Tchèque Kateřina Novotná. La Sud-Coréenne Park Seung-hi ayant été disqualifiée pour faute. En demi-finale, elle est opposée à deux des principales favorites de la compétition, l'Italienne Arianna Fontana et la Chinoise Zhou Yang.

### 2016-2017: retour à la compétition prometteur, blessures et nouvelle retraite
Au cours de l'été 2016, Katherine Reutter annonce son intention de reprendre la compétition avec pour objectif de se qualifier pour les Jeux olympiques d'hiver de 2018 qui se dérouleront à Pyeongchang en Corée du Sud. Elle s'entraîne alors au Pettit National Ice Center de Milwaukee, où elle réside depuis cinq ans, tandis que le reste de l'équipe nationale des États-Unis utilisent les installations de la fédération américaine à Salt Lake City. Cette disparité provoquant une certaine discorde sur l'organisation des voyages et sur les compétitions auxquelles participer. Malgré cette animosité, Reutter parvient à obtenir une place dans l'équipe américaine qui va participer à la Coupe du monde 2016-2017 grâce à ses excellents résultats aux championnats des États-Unis. En effet, elle y remporte l'or sur 1 000 et 3 000 mètres ainsi que l'argent sur 1 000 mètres se classant ainsi deuxième du général. Ses performances lors des deux premières étapes de Coupe du monde à Calgary et à Salt Lake City au mois de novembre 2016 (deux cinquièmes places et une sixième place), la confortent dans son ambition de revenir sur le devant de la scène internationale. Malheureusement à la suite d'une chute lors d'une séance d'entraînement, elle est victime d'une commotion cérébrale qui met un terme définitif à sa saison.
Elle reprend l'entraînement uniquement à partir de juillet 2017 avec en ligne de mire les sélections américaines pour la prochaine Coupe du monde qui se tiennent dans le comté de Salt Lake dans l'Utah.

### Après-carrière
En 2022, elle intervient comme consultante sur les chaines du groupe américain de télévision NBC à l'occasion des Jeux olympiques d'hiver se tenant à Pékin afin d'apporter son analyse et commenter certaines épreuves. Toutefois en raison des nombreuses restrictions sanitaires dues à la pandémie de Covid-19, elle n'a pu faire le voyage jusqu'en Chine. L'ensemble de ses interventions ont ainsi été réalisées à distance.

## Palmarès

### Jeux olympiques d'hiver
| Épreuve / Édition | Vancouver 2010 |
| ----------------- | -------------- |
| 500 m             | 7e             |
| 1 000 m           | Argent         |
| 1 500 m           | 4e             |
| Relais 3 000 m    | Bronze         |

### Championnats du monde
Katherine Reutter a participé à quatre Championnats du monde. Médaillée surprise lors de sa première participation en 2008 derrière deux des meilleures patineuses de l'époque que sont Zhou Yang et Jung Eun-ju, Reutter connaît des mondiaux 2009 frustrant lors desquels elle échoue par deux fois à la quatrième place. Sa régularité au plus haut niveau lui permet dès l'année suivante de retrouver les podiums avec deux nouvelles médailles de bronze, cette fois-ci sur 1 000 mètres et lors du relais avec l'équipe américaine un mois seulement après avoir performé aux Jeux de Vancouver. Elle devra toutefois attendre sa quatrième et ultime participation pour remporter en 2011 sur la glace de l'Arena de Sheffield son unique médaille d'or sur le 1 500 mètres en devançant en finale les deux Sud-coréennes Park Seung-hi et Cho Ha-ri. Lors de cette édition, elle remporte une médaille dans quatre des six épreuves au programme et décroche même la deuxième place du classement général.
| Épreuve / Édition | Gangneung 2008 | Vienne 2009 | Sofia 2010 | Sheffield 2011 |
| ----------------- | -------------- | ----------- | ---------- | -------------- |
| Général           | 7e             | 7e          | 6e         | Argent         |
| 500 m             | 5e             | 13e         | 6e         | 6e             |
| 1 000 m           | 19e            | 5e          | Bronze     | Bronze         |
| 1 500 m           | 4e             | 4e          | 4e         | Or             |
| 3 000 m           | Bronze         | -           | 4e         | Argent         |
| Relais 3 000 m    | 5e             | 4e          | Bronze     | 8e             |

### Coupe du monde
- Vainqueur du classement général du 1 000 et du 1 500 mètres en 2010-2011
- 36 podiums :
  - 14 victoires (5 sur 1 000 mètres, 7 sur 1 500 mètres et 2 en relais)
  - 15 deuxièmes places (5 sur 1 000 mètres, 6 sur 1 500 mètres et 4 en relais)
  - 7 troisièmes places (2 sur 1 000 mètres, 2 sur 1 500 mètres et 3 en relais)

#### Différents classements en Coupe du monde
| Année/Classement | 500 m  | 500 m  | 1 000 m | 1 000 m | 1 500 m | 1 500 m |
| Année/Classement | Class. | Points | Class.  | Points  | Class.  | Points  |
| ---------------- | ------ | ------ | ------- | ------- | ------- | ------- |
| 2007-2008        | 48e    | 55     | 5e      | 2315    | 6e      | 1904    |
| 2008-2009        | -      | -      | 6e      | 1978    | 5e      | 3502    |
| 2009-2010        | 8e     | 540    | 2e      | 2312    | 3e      | 1968    |
| 2010-2011        | -      | -      | 1re     | 3136    | 1re     | 4210    |
| 2011-2012        | -      | -      | 7e      | 1668    | 4e      | 2800    |
| 2016-2017        | 42e    | 588    | 27e     | 4646    | 15e     | 9402    |
| 2017-2018        | -      | -      | 15e     | 3480    | 24e     | 1087    |

### Championnats du monde juniors
Katherine Reutter a participé à deux édition des Championnats du monde juniors en 2006 et en 2007 avec pour meilleur résultat individuel une huitième place lors du 1 500 mètres de Mladá Boleslav dominé par la Sud-coréenne Yang Shin-young.
| Épreuve / Édition | Miercurea Ciuc 2006 | Mladá Boleslav 2007 |
| ----------------- | ------------------- | ------------------- |
| Général           | 35e                 | 25e                 |
| 500 m             | 31e                 | 56e                 |
| 1 000 m           | 41e                 | 11e                 |
| 1 500 m           | 31e                 | 8e                  |
| Relais 2 000 m    | 8e                  | 5e                  |